# 草履虫
草履虫是草履虫属的泛称，为纤毛虫门的真核单细胞生物；其中的绿草履虫通常作为纤毛虫的研究代表。草履虫广泛存在于淡水、半咸水和海洋环境中，在死水和池塘中通常更常见。因为有些草履虫很容易培养、诱导同配生殖和分裂，所以已广泛用于教室和实验室来研究生物过程。牠作为模式生物的用处使一位纤毛虫研究人员将其描述为纤毛虫门的“小白鼠”。

## 名稱由來
多數古老的單細胞生物，形狀都不是很固定，有的甚至無法辨認其外形。然而草履蟲就很容易辨別，其身体呈圆筒形，前端较圆，中后部较宽，后端较尖，平面看形状像倒置的草鞋，故名草履虫。

## 下属物种
本属包括以下物种：
- Paramecium abceps
- Paramecium acutum Dumas, 1929
- Paramecium africanum Dragesco, 1970
- Paramecium aurelia Ehrenberg, 1838
- Paramecium aurelia-komplex
- Paramecium aureolum Perty, 1852
- Paramecium biaurelia
- Paramecium biumbonatum Dumas, 1929
- 绿草履虫 Paramecium bursaria (Ehrenberg, 1831) Focke, 1836
- Paramecium calkinsi Woodruff, 1921
- Paramecium caudatum Ehrenberg, 1834
- 大草履虫 Paramecium caudatus Stokes, 1886
- Paramecium chilodonides Baumeister, 1931
- Paramecium chlorelligerum Kahl, 1935
- Paramecium chrysalis Müller, 1786
- Paramecium cordiformis Dumas, 1929
- Paramecium cucullio Quennerstedt, 1867
- Paramecium cucumula Dumas, 1929
- Paramecium dubium
- Paramecium duboscqui Chatton & Brachon, 1933
- Paramecium ellipsoides Dumas, 1929
- Paramecium elongatum Dumas, 1930
- Paramecium ficarium Kahl, 1928
- Paramecium ficarum Kahl, 1928
- Paramecium flavum Fromentel, 1876
- Paramecium gigas Serra, Fokin, Gammuto, Nitla, Castelli, Basuri, Satyaveni, Sandeep, Modeo & Petroni, 2020
- Paramecium jankowskii Dragesco, 1972
- Paramecium jenningsi Diller & Earl, 1958
- Paramecium laudatum
- Paramecium leucas Perty, 1852
- Paramecium marginatum Dumas, 1930
- Paramecium marinum Kent, 1881
- Paramecium microstomum Claparède & Lachmann, 1859
- Paramecium milium
- Paramecium multimicronucleatum Powers & Mittchell, 1910
- Paramecium nephridiatum Gelei, 1925
- Paramecium nigrum Bürger, 1908
- Paramecium novaurelia
- Paramecium orbiculare Dumas, 1929
- Paramecium otostoma
- Paramecium ougandae Dragesco, 1972
- Paramecium ovale Claparède & Lachmann, 1859
- Paramecium ovata
- Paramecium ovatum Ehrenberg, 1830
- Paramecium patella Dumas, 1930
- Paramecium pentaurelia
- Paramecium planoconvexum
- Paramecium polycarium Woodruff, 1923
- Paramecium polytrichum Schmarda, 1854
- Paramecium pseudotrichium Dragesco, 1970
- Paramecium putrinum Claparède & Lachmann, 1859
- Paramecium pyriforme Gourret & Roeser, 1886
- Paramecium quindecaurelia Potekhin & Mayén-Estrada, 2020
- Paramecium regulare Fromentel, 1876
- Paramecium roseum Fromentel, 1876
- Paramecium rostratum Dumas, 1930
- Paramecium schewiakoffi Fokin, Przybos & Chivilevc
- Paramecium scutellinum Dumas, 1929
- Paramecium sexaurelia
- Paramecium silesiacum
- Paramecium sinaiticum Ehrenberg, 1831
- Paramecium sinuosum Dumas, 1929
- Paramecium sonneborni Aufderheide, Daggett & Nerad, 1983
- Paramecium stomioptycha Eckhard, 1846
- Paramecium subovatum Fromentel, 1876
- Paramecium subradiatum Dumas, 1929
- Paramecium tetraurelia
- Paramecium traunsteineri Baumeister, 1931
- 乌干达草履虫 Paramecium ugandae Dragesco, 1972
- Paramecium varionuklei Baumeister, 1969
- Paramecium versutum Perty, 1852
- Paramecium viridis Dumas, 1930
- Paramecium woodruffi Wenrich, 1928

## 體型構造
身長約0.1至0.3毫米，常见的是大草履虫（p.caudatum），生活在有淡水的地方，肉眼勉強可見模糊的外形，需用複式顯微鏡觀察才能看清楚。在顯微鏡下，可觀察到牠整個構造就是一個細胞，是一種單細胞生物，在這個細胞體內含有兩個細胞核、兩個伸縮泡和一些食物泡，全身纵行排列布满大致同长的细纤毛。

## 器官功能
- 細胞核：有兩個細胞核。一個大細胞核控制新陳代謝和生長，是最重要的機能中樞；另一個小細胞核主要是負責遺傳和生殖。
- 伸縮泡：草履蟲體內兩個伸縮泡交互收縮，用以調節體內的水分。
- 絲細胞：生長在纖毛之間，多半內含毒素，是草履蟲主要的禦敵工具。
- 食物泡：食物經口溝攝食後，在體內形成食物泡，這會隨著細胞質在體內沿著環狀路線前進，此時草履蟲內的酵素會將食物消化掉，食物泡會越變越小，並將剩餘的殘渣在胞肛排出體外。
- 口溝：身体一侧有一条自前端斜向腰部的凹入小沟，称口溝，溝底有口，溝内有较为长密的纤毛，可鼓起水流而摄食。
- 纖毛：草履蟲全身布滿纖毛，牠主要就靠這些纖毛來移动身體。

## 運動方式
草履蟲是利用身上一種排列方式特殊的維管負責纖毛的擺動得以前進，是為原生動物中運動速度最快的一類，當草履蟲游泳時，纖毛的擺動會如同船槳一般，一收一放，藉此得以推動身體前進。若於前進同時，遇到了障礙物，就会向后游一段时间，然后再恢复前进。如果它再次遇到固体物体，它会重复这个过程，直到它能够越过该障碍物。
据计算，草履虫消耗了一半以上的能量来在水中推动自己。 人们发现这种纤毛运动方法的效率低于 1%， 然而，这个百分比与草履虫成员一样拥有短的纤毛的生物体提高了很多，可以说是这一类生物最大化的效率。

## 消化攝食
草履蟲主要以水中细菌及其他水裡的有机物作为食物，对不同的细菌有选食性。当草履虫进食时，食物从布有纤毛的口腔沟进入称为颊腔（食道）的较窄结构。 从那里，食物颗粒穿过一个称为细胞口或细胞口的小开口，并进入细胞内部，形成食物泡，然後食物随着细胞质流动在泡内逐步消化，不能消化的残渣再通过表膜上开口的細胞肛孔排出体外。

## 生殖方式
草履蟲主要的生殖方式有兩種分別為：有性生殖和無性生殖。
- 無性生殖：無性生殖是簡單的橫裂法。就是從身體中央凹縮，形成兩隻草履蟲，這兩隻草履蟲會各自生長出自己所缺陷的構造，這通常在二十四小時之內可分裂數次。屬於分裂生殖
- 有性生殖：在經過多次的無性生殖之後，會出現一次的有性生殖。有性生殖是一種接合生殖，由兩隻草履蟲彼此靠近，將彼此的口溝接合在一起，經過細胞核分裂、交換、接合之後，蟲體再次分開，各自分裂成四隻草履蟲，所以，一次有性生殖可以同時產生八隻草履蟲。

## 天敵防禦
輪蟲或其他原生動物是牠主要的天敵。草履蟲主要的武器是絲細胞，其在表膜下整齐埋藏许多刺丝泡，当受到强烈刺激（化学、电、机械等）或敌害时，在2～3微秒内可射出刺丝泡，变成一根长约40微米的细丝，前端有矛状小针，把毒素做絲狀噴出；有的草履蟲其絲細胞不含毒素，但可以噴出絲狀物，用來纏繞敵人或嚇走對方，更可用這種絲細胞來捕捉食物。草履虫靠体纤毛的摆动在水中游动，身体反时针方向旋转前进。遇陣碍物或微弱刺激时，纤毛朝相反方向击打，改变游动路线以避开。

## 外部連結
- 维基共享资源上的相關多媒體資源：Paramecium
- 維基物種上的相關：Paramecium